# وقت خندیدن
وقت خندیدن (به انگلیسی: Laughing Times) یک فیلم کمدی هنگ کنگی محصول سال ۱۹۸۰ به کارگردانی و نویسندگی جان وو با بازی دین شیک در نقش چارلی چاپلین چینی است.

## بازیگران
- دین شک ... چارلی چاپلین چینی
- وانگ وای ... بچه
- کارل ماکا ... استاد تینگ
- وو ما
- هویی سانگ لی ... محافظ
- چیو چی-لینگ ... بازیگر خیابانی
- وانگ یات-فی
- ریموند وانگ پاک-مینگ
- تینگ یو